# Des leçons onéreuses
Des leçons onéreuses est une nouvelle de sept pages d'Anton Tchekhov, publiée en 1887.

## Historique
Des leçons onéreuses est initialement publiée dans la revue russe Le Journal de Pétersbourg numéro 308, du 9 novembre 1887, sous le pseudonyme d'A Tchekhonte. Aussi traduit en français sous le titre Chers devoirs.
L'auteur se moque gentiment de son héros qui veut apprendre le français.

## Résumé
Vorotov, vingt-six ans, a décidé d'apprendre une langue étrangère. C'est une question de standing et de promotion sociale. Il choisit le français et embauche une jeune Française, Alice Enquête. Il est intimidé, car c'est la première fois qu'il voit une Française vertueuse…
Il ne veut pas de sa méthode d'apprentissage : il veut qu'elle lui traduise un livre français en russe et lui retiendra les mots au fut et à mesure. Cela ne fonctionne pas. Il ne participe pas et ne fait que la regarder : il est amoureux, elle le repousse, mais continue à venir. Elle a déjà traduit quatre livres, mais lui ne connaît qu'un seul mot : « mémoires ».

## Édition française
- Des leçons onéreuses, traduit par Édouard Parayre, Bibliothèque de la Pléiade, éditions Gallimard, 1970  (ISBN 2 07 010550 4).